# Łupek grafitowy

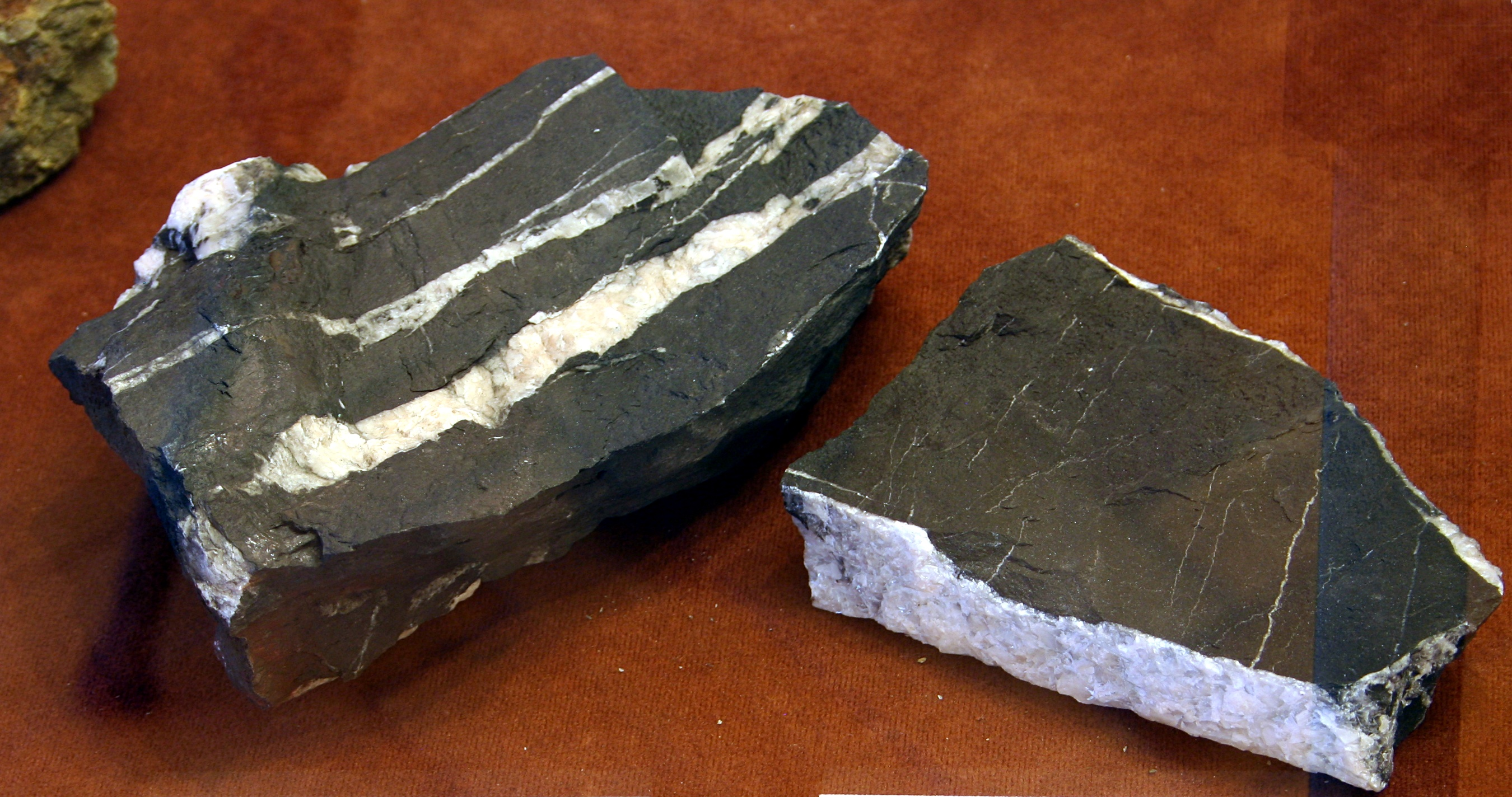
Łupki grafitowe, metałupki ilasto-krzemionkowe z miejscowości Vapenný Dúl w Czechach

Łupek grafitowy – skała metamorficzna o wyraźnie zaznaczonej laminacji, złożona głównie z drobnych blastów (ziarn) kwarcu. Zawartość grafitu wynosi do kilku %, jednak ze względu na jego niewielkie rozmiary (zwykle tworzy drobne wrostki w ziarnach kwarcu) oraz intensywną barwę, nadaje skale czarne zabarwienie.
Innymi składnikami skały mogą być drobno wykształcone łyszczyki oraz nielicznie występują chloryty. Podrzędnie mogą występować inne minerały, np. skalenie.
Łupki grafitowe powstają w wyniku przeobrażenia łupków ilastych lub piaszczystych bogatych w substancje węglowe lub bitumiczne.
Skała ta jest twarda i odporna na wietrzenie. W masywach zbudowanych ze skał metamorficznych często skałki są zbudowane z łupków grafitowych.
W Polsce łupki grafitowe występują w Sudetach – w Masywie Śnieżnika i Krowiarkach oraz na Przedgórzu Sudeckim, a także w Tatrach Zachodnich.